# 捲簾快門

動畫展示捲簾快門的效果。

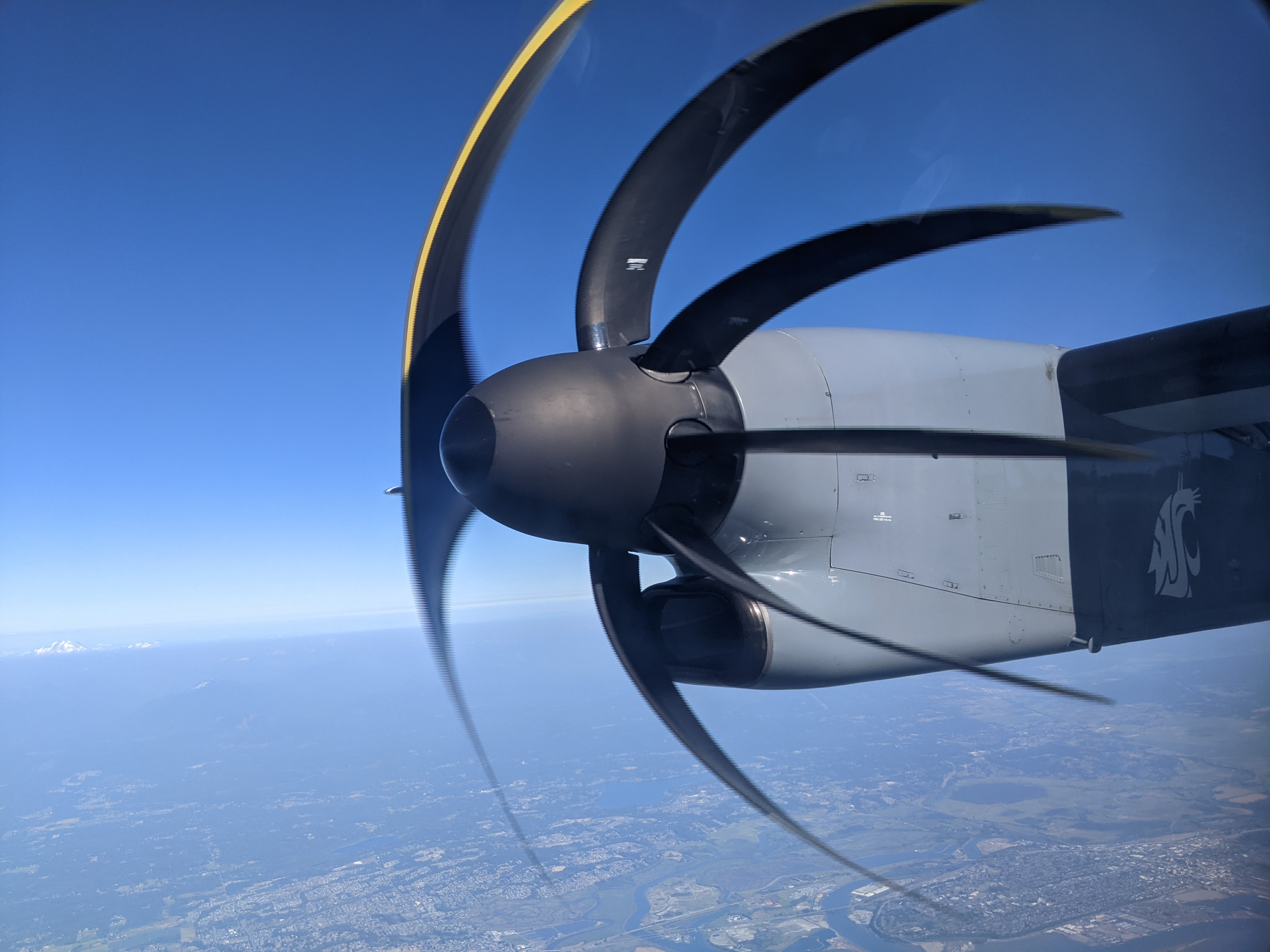
de Havilland Canada Dash 8 的Q-400 六葉螺旋槳，在Pixel 3相機上出現嚴重的失真情形。

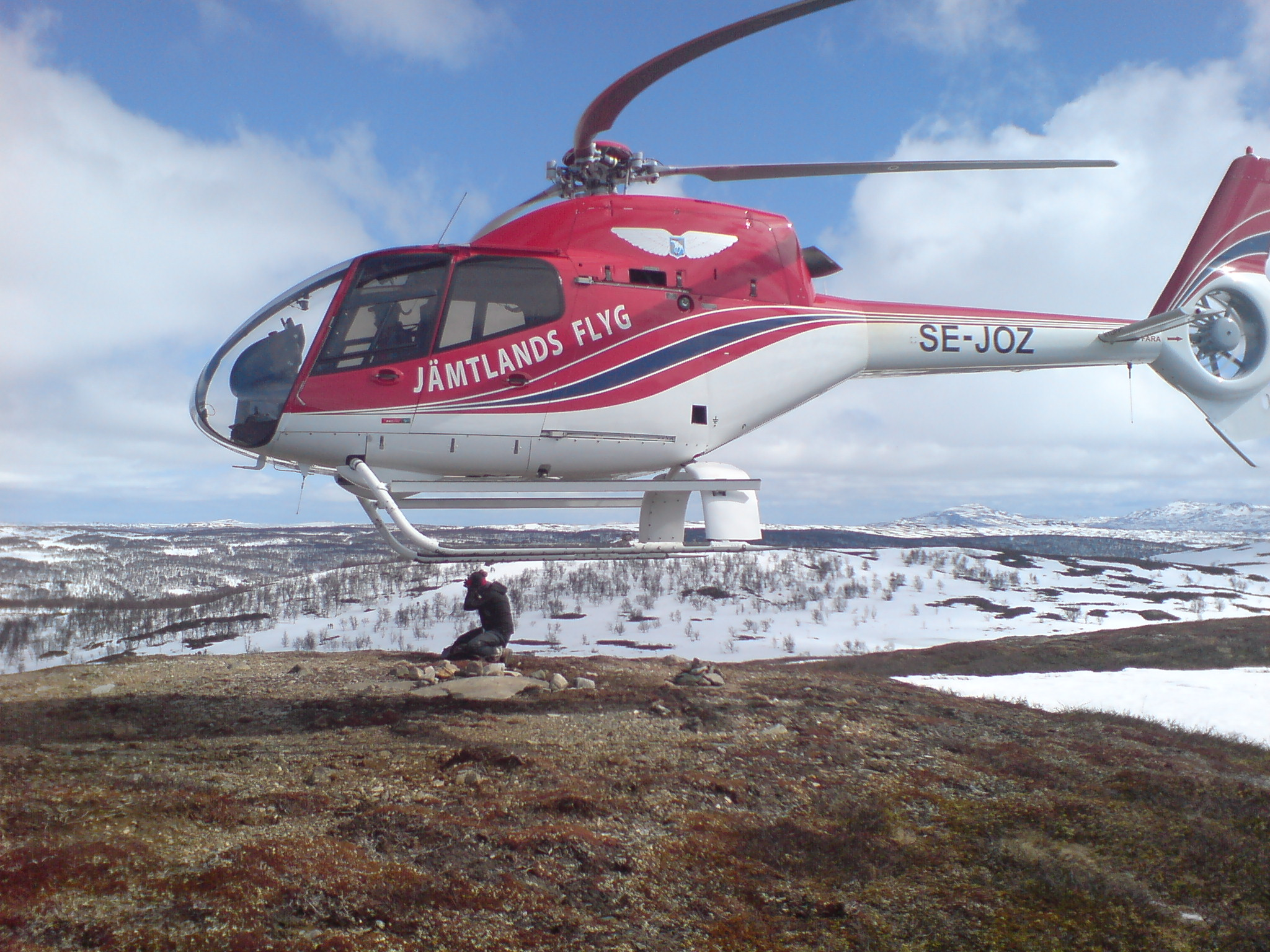
一架欧洲直升机公司 EC-120直升機—由於使用捲簾快門拍攝，旋翼槳葉似乎向後掠的。

旋转螺旋桨和移动汽车的卷帘效应模拟
[ （点击查看SMIL动画）

捲簾快門是一種影像捕捉的方法，其拍攝之相片或影片的每個畫面，並不是透過在單一瞬間拍攝整個場景而成，而是快速地透過垂直、水平或旋轉掃描而成。 換句話說，影像中的所有部分並不是在完全相同的時刻下記錄的。這會使得快速移動的物體或快速的閃光在影像上產生可預測的扭曲。 這與「全域快門」相反，「全域快門」會在同一時刻捕捉整個畫面。
捲簾快門可以是焦平面快門或一般快門。   這種電子捲簾式快門的優點是感光元件可以在採集過程中持續收集光子，從而有效的提高靈敏度。許多使用CMOS感測器的數位相機和攝影機都採用這種技術。當對快速的運動或快速閃光的光線進行成像時，可以明顯看到捲簾快門的特性。雖然也有一些 CMOS 感測器會使用全局快門， 但消費市場中的大多數感測器使用捲簾快門。

感光耦合元件 （CCD, 電荷耦合器件）常被選擇為 CMOS 感測器的備案，通常比較敏感而且更昂貴。由於 CCD 的相機通常會使用全域快门，這也代表CCD通常不會受到捲簾快門所引起的運動偽影的影響。 

## 失真現象
捲簾快門可能會導致以下現象： 
- 擺動:當相機在振動的情況下，常會出現這樣的現象（也稱為果凍效應）。捲簾快門會導致圖像不自然的擺動。
- 倾斜:當相機或拍攝物從一側移動到另一側時，影像會沿著移動的垂直方向產生彎曲。歪斜是上述擺動現象的輕微表現。
- 空間混疊:當相機或物體移動太快時，影像上垂直相鄰的像素並沒有相連。其中一個例子是快速旋轉的螺旋槳的成像。每個葉片的變形是由於螺旋槳的旋轉頻率與相機讀取幀率相同或接近所造成的。垂直觀察一個順時針旋轉的風扇，左側的葉片看起來比平常更薄，而右側的葉片則顯得更厚，兩者看起來甚至沒有在中心處連接。

- 時間混疊，包括了部分曝光。若是相機的閃光燈僅在曝光中的部分時間出現，則只有該部分會出現有照明的影像。 例如，圖片的頂部 1/3 可能會被閃光燈照亮，而圖片的底部 2/3 則較暗且未被照亮，這是因為當時的閃光燈已關閉。 影像上的兩個不同部分之間的差異看起來會很奇怪。 螢光燈、頻閃效應、閃電都可能出現類似的問題。

受到捲簾快門失真影響的照片和影片可以通過進行校正或是補償的算法来改善。 
- 「部分曝光」的照片。 照片頂部和底部曝光之間的照明條件發生了變化。
- 捲簾快門對旋轉的模擬效果 disc
(點擊觀看動畫)
- 在以 80 km/h（50 mph） 行駛的汽車中拍攝的照片。 前景中的物體（例如柵欄和大門）已變得傾斜，而背景中較遠的物體（例如懸崖）保持正常。

## 註記
1. ↑   (PDF). Motionvideoproducts.   [2011-12-22]. （原始内容 (PDF)存档于2012-02-15）.
2. ↑  Shutter Operations for CCD and CMOS Image Sensors （页面存档备份，存于） Kodak
3. ↑   (PDF). Eric Fossum. 2013-11-13  [2013-11-13]. （原始内容存档 (PDF)于2012-09-07）.
4. ↑  . Bhphotovideo.com.   [2010-08-21]. （原始内容存档于2014-01-08）.
5. 1 2  Forssén, Ringaby, Hedborg. . Computer Vision on Rolling Shutter Cameras. Linkoping University.   [26 December 2017]. （原始内容存档于2023-12-06）.

## 外部連結
- CVPR 2012 会议上的滚动快门教程。 （页面存档备份，存于）
- 飛機螺旋槳葉片 - YouTube上的Airplane propeller blades - rolling shutter effect
- 低音弦 - 卷帘快门效果 (vimeo) （页面存档备份，存于）
- YouTube上的3D rendering explaining how a rolling shutter produces the strange propeller airplane effect
- YouTube上的Excellent explanation/simulation of rolling shutter effect from Smarter Every Day